# Pantias
Pantias (IV wiek p.n.e.) – pochodzący z Chios grecki rzeźbiarz. Syn i uczeń Sostratosa. Wspominany przez Pauzaniasza jako twórca kilku znajdujących się w Olimpii posągów zwycięzców igrzysk.